# Lee Brewster
Lee Greer Brewster (Honaker, Virginia, 27 de abril de 1943-Nueva York, 19 de mayo de 2000) fue una drag queen, activista transgénero y minorista estadounidense. Fue miembro fundador del grupo Queens Liberation Front, que perseguía la liberación sexual y de género con especial énfasis en los derechos de los travestis. Brewster ayudó a recaudar fondos para la primera celebración del Orgullo en Estados Unidos, el Día de la Liberación de Christopher Street de 1970, y continuó participando en su organización y financiación durante varios años.Fue una figura activa en los movimientos homófilos y de liberación homosexual, trabajando con la Mattachine Society de Nueva York y con Street Transvestite Action Revolutionaries, y en las décadas de 1970 y 1980 publicó la revista Drag.

## Biografía

### Sociedad Mattachine y activismo drag
Lee Brewster nació en Honaker, Virginia, el 27 de abril de 1943, y creció principalmente en Virginia Occidental, donde su padre era minero de carbón.Se mudó a la ciudad de Nueva York en la década de 1960 después de ser despedido del FBI por ser homosexual. 
Brewster fue defensor de los derechos de las por las personas transformistas, en un momento en que esta era una posición impopular en el movimiento LGBT de Estados Unidos.Brewster organizó numerosos balls y, a menudo, actuó como drag queen. Siguiendo la tradición de los artistas drag clásicos, Brewster prefería que se refirieran a él con pronombres masculinos.Se involucró en la Sociedad Mattachine después de mudarse a la ciudad de Nueva York en la década de los sesenta, donde coordinó los balls de drag y los eventos de recaudación de fondos de la organización.Debido a que algunos miembros de la organización rechazaban el travestismo en público, comenzó a celebrar los balls en el Hotel Diplomat de West 43rd Street. Los bailes, celebrados entre 1969 y 1973, adquirieron notoriedad, y al último asistieron Carol Channing, Shirley MacLaine y Jacqueline Susann. 
En la década de 1970, Brewster financió con éxito una impugnación legal de una ordenanza de la ciudad de Nueva York que permitía expulsar a personas de lugares públicos por ser homosexuales. Aunque no se aplicaba con frecuencia, Brewster consideraba que la regulación brindaba a las autoridades una oportunidad para acosar a personas LGBT. En los años setenta y ochenta Brewster dirigió y publicó la revista Drag.

### Queens Liberation Front
En su primer ball en febrero de 1969 Brewster anunció los planes para la creación del Queens Liberation Front, que se fundó de forma oficial el 31 de octubre de 1969.
En 1971, el Queens Liberation Front se asoció con Street Transvestite Action Revolutionaries y Gay Activists Alliance para defender la propuesta de ley Intro 475, que buscaba para poner fin a la discriminación basada en la orientación sexual en la ciudad de Nueva York. Finalmente, la ley fue aprobada y la participación de organizaciones transgénero desde los inicios de la campaña ayudó a garantizar que los derechos de las personas transgénero fueran respetados en la legislación resultante.
Brewster estaba presente en la Marcha del Orgullo LGBT de 1973 en la ciudad de Nueva York, donde se produjo un choque entre la organización Lesbian Feminist Liberation, que rechazaba la presencia de actuaciones drag en la marcha, y personas transgénero y travestis.Sylvia Rivera, de Street Transvestite Action Revolutionaries, tomó el micrófono del maestro de ceremonias Vito Russo y denunció la situación de las drag queens, señalando el acoso y detenciones callejeras que sufrían, así como el hecho de que algunas habían estado involucradas en los disturbios de Stonewall. Jean O'Leary, de Lesbian Feminist Liberation, insistió entonces en responder denunciando el drag como misógino y criticando la marcha por estar demasiado dominada por hombres. Ello llevó a Brewster a denunciar a las feministas lesbianas transexcluyentes. : 113 

### Colaboración con Street Travestite Action Revolutionaries
El Queens Liberation Front, incluidos sus fundadores Brewster y Bunny Eisenhower, decidieron unirse a S.T.A.R. para liderar una protesta para la derogación de las leyes de travestismo del Estado de Nueva York. Marcharon a la capital del Estado, Albany, «en apoyo de los proyectos de ley actualmente disponibles ante los legisladores para leyes liberalizadas sobre la homosexualidad. Entre ellos se encuentra el proyecto de ley para derogar las leyes de suplantación», utilizadas para perseguir a travestis, transformistas y personas transgénero. Los grupos y sus partidarios viajaron a Albany en cuatro autobuses fletados por la NY Gay Activists Alliance, y la protesta quedó reflejada en la revista Drag, que Brewster dirigía.

### Lee's Mardi Gras Boutique
Brewster era propietario de la Lee's Mardi Gras Boutique (ahora Michael Salem Boutique), una boutique en West 14th Street en el Greenwich Village de Nueva York. Anunció su inauguración el 31 de octubre de 1969, en un ball que organizaba, describiéndola como la primera dedicada a los transformistas. Inicialmente, el negocio se basaba en pedidos por catálogo y estaba instalado en el apartamento de Brewster, pero tras crecer fue trasladado a una tienda en Hell's Kitchen y posteriormente a su ubicación en West 14th Street. La tienda incluía una librería con una amplia colección de libros sobre temas relacionados con los travestis.La tienda buscaba brindar privacidad a sus clientes, no teniendo una entrada a nivel de la calle, pero también contaba con clientes como Lady Bunny y los diseñadores de vestuario de The Birdcage, To Wong Foo, Thanks for Everything! Julie Newmar y Tootsie.
Brewster murió de cáncer el 19 de mayo de 2000 en la ciudad de Nueva York.En 2022 la Universidad de West Virginia creó una exposición en línea dedicada a él y a su trabajo.